# Rue Louise-Michel (Toulouse)
Pour les articles homonymes, voir Rue Louise-Michel.
La rue Louise-Michel (en occitan : carrièra Louise Michel) est une voie de Toulouse, chef-lieu de la région Occitanie, dans le Midi de la France.

## Situation et accès

### Description
La rue Louise-Michel est une voie publique. Elle se trouve dans le quartier de Reynerie, dans le secteur 6 - Ouest. Elle naît perpendiculairement à la rue Georges-Candilis, au pied de l'immeuble Satie. Rectiligne, longue de 233 mètres et d'une largeur de 14 mètres, elle est orientée au nord. Elle reçoit d'abord à droite le cheminement Jean-François-Lesueur, qui dessert les anciennes écoles élémentaires Jean-Gallia I et II. Elle passe ensuite entre les immeubles Petit-d'Indy, à gauche, et Grand-d'Indy, à droite. Elle est ensuite traversée par le cheminement Vincent-d'Indy, puis se termine au carrefour de la rue de Kyiv, face aux immeubles Poulenc et Messager.
La chaussée compte une voie de circulation automobile dans chaque sens. Elle est définie sur toute sa longueur comme une zone 30 et la vitesse est limitée à 30 km/h. Il n'existe ni bande, ni piste cyclable.

### Voies rencontrées
La rue Louise-Michel rencontre les voies suivantes, dans l'ordre des numéros croissants (« g » indique que la rue se situe à gauche, « d » à droite) :
1. Rue Georges-Candilis
2. Cheminement Jean-François-Lesueur (d)
3. Cheminement Vincent-d'Indy
4. Rue de Kyiv

## Odonymie
Le 20 mars 2009, le conseil municipal donne à la rue le nom de Louise Michel (1830-1905). Institutrice, écrivaine, militante anarchiste, franc-maçonne et féministes, elle est l'une des personnalités majeures, particulièrement féminines, de la Commune de Paris.